# Длинный лук

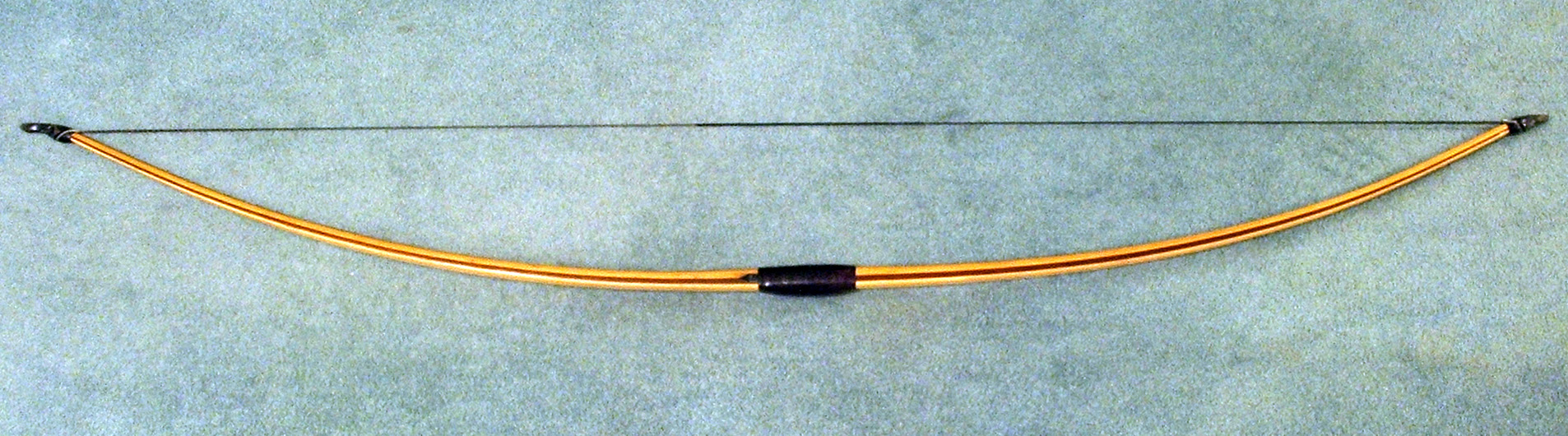

Индеец саскуеханнок

Длинный лук — один из видов лука, очень длинный (примерно равный высоте человека, который использует его), что позволяет делать достаточно дальние выстрелы. Лук не загнут сильно назад. Его конечности являются относительно узкими, так что они имеют круглое или D-образное сечение.
Длинные луки делались из древесины разных пород во многих культурах, в Европе они датируются от эпохи палеолита, и с бронзового века были сделаны в основном из тиса. Исторический лук был сделан из дерева, но современные длинные луки также могут быть сделаны из современных материалов или путём склеивания различных древесных пород.
Организациями, которые занимаются соревнованиями по стрельбе из лука, были изложены формальные определения для различных классов; многие из определений луков должны исключить некоторые средневековые примеры, материалы и методы использования. По данным британского Общества Longbow, английский длинный лук сделан так, что его толщина составляет, по крайней мере, ⅝ (62,5 %) от его ширины, как в викторианских луках, широких у рукояти. В этом отличие от средневекового лука, который имеет толщину от 33 % до 75 % от ширины. Кроме того, викторианский лук не гнется по всей длине, как средневековый лук. Длинные луки использовались для охоты и войны, во многих культурах по всему миру, известным примером является английский длинный лук, во времена средневековья.

### Стрелы
Стрелы для длинного лука были относительно стандартизированы, так как производились в массовом порядке (для одной военной кампании требовалось от 400 до 800 тыс. стрел). Они были довольно тяжелыми (для увеличения их пробивной силы) и весили 60—80 г. Для сравнения, современные спортивные стрелы весят 20 г.

Средневековая стрела: 1 — наконечник; 2 — древко; 3 — гусиное оперенье; 4 — выемка для тетивы